# Gildet paa Solhoug
Gildet paa Solhoug (svenska Gillet på Solhaug) är ett drama i tre akter av Henrik Ibsen som utgavs 1855 och första gången uppfördes på Den Nationale Scene 1856. Stycket var det första Ibsenskådespelet som uppfördes utanför Norge på Dramatiska Teatern i Stockholm 1857.
Pjäsen gavs första gången ut på svenska i en fri översättning av Hjalmar Procopé 1916. Ett musikdrama i tre akter med musik av Wilhelm Stenhammar och text efter Ibsens drama uruppfördes i Stuttgart 1889.